# Салех, Амрулла
Амрулла Салех (дари и пушту امرالله صالح‎, тадж. Амруллоҳ Солеҳ; род. 15 октября 1972, Панджшер, Королевство Афганистан) — афганский государственный и политический деятель, первый вице-президент Афганистана (2020—2021), министр внутренних дел Афганистана (2018—2019), глава Национального директората безопасности (2004—2010).
17 августа 2021 года, после бегства из страны бывшего президента Ашрафа Гани, Амрулла Салех объявил себя исполняющим обязанности президента и призвал сопротивляться боевикам движения «Талибан». Вместе с Ахмадом Масудом (сыном полевого командира Ахмад Шаха Масуда, известного своей успешной борьбой сначала с советскими войсками, а потом с «Талибаном») организовал Панджшерское сопротивление, но вскоре бежал в Таджикистан.

## Биография
Амрулла Салех родился 15 октября 1972 года в провинции Панджшер. По национальности таджик. О детстве и юности политика практически ничего неизвестно.
В 1980-х годах жил и учился в Пакистане. В 1990 году присоединился к афганским оппозиционным силам, прошёл военную подготовку в Пакистане и участвовал в войнах под председательством полевого командира моджахедов Ахмада Шаха Масуда. Как член «Северного альянса» Амрулла Салех стал кандидатом в его руководители.
Во второй половине 1990-х годов Салех жил в Москве, там он вместе с афганской диаспорой работал над тогда издаваемым в России еженедельником «Хафт Руз».
В 1997 году Ахмад Шах Масуд назначил Салеха руководителем отдела международных связей «Северного альянса» в посольстве Афганистана в Душанбе (Таджикистан). Там он работал координатором неправительственных (гуманитарных) организаций и партнёром по связям с иностранными спецслужбами. На переговорах лидера «Северного альянса» с иностранными представителями исполнял обязанности его личного переводчика.
В 1999 году Салех стал учиться в Университете Клири (штат Мичиган, США). После терактов 11 сентября 2001 года в США участвовал в разведоперации «Северного альянса», направленной против террористического движения «Талибан».
В 2001—2002 годах работал переводчиком в одной из неправительственных пакистанских организаций в Пакистане во время индо-пакистанского конфликта.
В 2004 году президент Афганистана Хамид Карзай назначил его главой Управления национальной безопасности. Находясь на этом посту, Амрулла Салех провёл ряд структурных реформ и восстановил разведку Афганистана. Страны Запада считали его одним из наиболее компетентных представителей Кабинета министров. В июне 2010 года был уволен с должности.
В конце 2010 года создал продемократическое и антиталибское «Национальное движение».
Выступал с критикой политики Хамида Карзая в отношении «Талибана».
В марте 2017 года президент Афганистана Ашраф Гани назначил Амруллу Салеха министром по реформам в секторе безопасности, но через 3 месяца он подал в отставку с этой должности на фоне политического кризиса, вызванного ухудшением ситуации с безопасностью в стране.
В декабре 2018 года Амрулла Салех был назначен исполняющим обязанности министра внутренних дел, но уже в январе 2019 года он попросил уйти в отставку, чтобы участвовать в президентской избирательной кампании в качестве первого заместителя Ашрафа Гани.
С апреля 2020 года занимал должность первого вице-президента Афганистана.
В июле 2021 года на фоне вывода американских войск в Афганистане возобновилось противостояние правительственных сил и боевиков. Талибы захватили большую часть территории страны. 15 августа 2021 года они вошли в Кабул и взяли под контроль Президентский дворец.
После того, как Кабул попал под контроль талибов, 13 августа 2021 года офис Салеха опроверг слухи о том, что он скрывался в Таджикистане во время продолжающегося наступления талибов. 15 августа Салех, как сообщается, был среди тех, кто бежал из страны на самолёте вместе с президентом Ашрафом Гани. Позже в тот же день Салех заявил на своей странице в Твиттере, что он «никогда не будет находиться под одним потолком с Талибаном». В поддержке этой группировки он обвинил Пакистан.
17 августа 2021 года Салех провозгласил себя временным президентом Афганистана в соответствии со статьями 60 и 67 Конституции Афганистана, которые предусматривают, что первый вице-президент принимает на себя обязанности президента в случае отсутствия, побега, отставки или смерти президента. До этого он также раскритиковал президента США Джо Байдена и НАТО, заявив в твите, что «сейчас бесполезно спорить с @POTUS в Афганистане. Пусть он переварит это. Мы должны доказать, что Афганистан не Вьетнам и талибы даже отдалённо не похожи на Вьетконг. В отличие от США/НАТО, мы не теряем духа и видим впереди огромные возможности. С бесполезными предостережениями покончено. Присоединяйтесь к сопротивлению».
Салех считается одним из самых важных противников для талибов. На его жизнь было совершено множество покушений. Последнее произошло 9 сентября 2020 года.
После успешной операции талибов в долине Панджшер в сентябре 2021 года, где им удалось взять под контроль бо́льшую часть территории провинции, Амрулла Салех бежал в Таджикистан; затем в его доме был проведён обыск, в ходе которого, по словам представителей «Талибана», было обнаружено шесть с половиной миллионов долларов наличными и золото, что было опровергнуто представителем Салеха, по информации которого, талибами было изъято только 100 000 долларов.

## Личная жизнь
Женат, имеет пятерых детей. Свободно говорит на дари, пушту и английском языке. Имеет гражданство США.
В сентябре 2021 года боевики «Талибана» убили его брата Рухоллу Азизи.